# 산곡로 (인천)
산곡로(Sangok-ro)는 인천광역시 부평구 산곡동에 있는 인천광역시도로, 총 연장은 484m이다. 도로의 이름이 유래된 것은 행정구역명인 산곡동을 이용하여 명명되었던 것에서 유래하였다.

## 역사
- 2009년 10월 19일 : 도로명으로 산곡로를 고시

## 지리

### 주요 경유지
- 부평구
  - 산곡1동

### 접촉하는 도로
- 원적로
- 길주로

### 주요 건물 및 시설
- 부평신일해피트리더루츠 (산곡로 31/산곡동 79-49)